# Gronau (Westf.)
Die Stadt Gronau (Westf.) liegt im westlichen Münsterland im Nordwesten von Nordrhein-Westfalen. Sie ist eine mittlere kreisangehörige Stadt und nach Bocholt die zweitgrößte des Kreises Borken im Regierungsbezirk Münster.

## Geographie
Gronau liegt in der Dinkel-Niederung. Die Dinkel fließt von Süd nach Nord durch das Stadtgebiet. Nordöstlich von Gronau liegt das Gildehauser Venn, ein Moor- und Heidegebiet. Das Kerngebiet des Gildehauser Venns ist heute Naturschutzgebiet. Der Südteil des Gildehauser Venns (Gronauer Stadtgebiet) wird Rüenberger Venn genannt.

### Stadtgliederung
- Stadtteil Gronau
- Stadtteil Epe

Historische Gliederung von Gronau:
- Innenstadt
- Tiekerhook (Nordost)
- Schöttelkotterhook (Ost)
- Eßseite (Südost)
- Buterland (Südwest)
- Beckerhook (Südwest)
- Brook (West)
- Spechtholtshook (Nordwest)

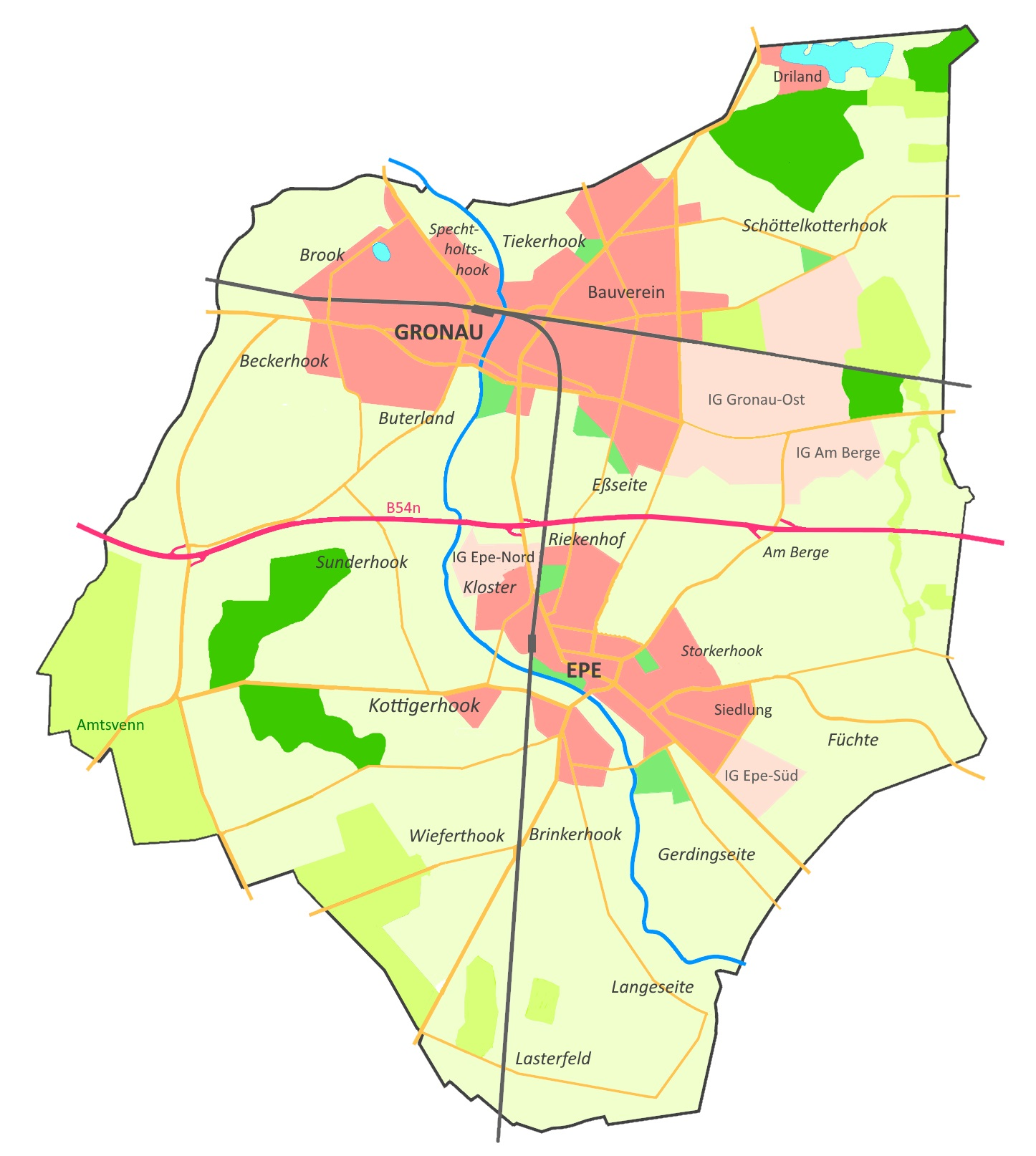
Ortsteile

Diese Bezeichnungen sind die Namen der Bauerschaften, die die Stadt Gronau umgeben haben. Sie werden in der amtlichen Statistik nicht mehr verwendet, sind aber im Alltag weiter gebräuchlich.

### Nachbargemeinden
- im Osten: Stadt Ochtrup
- im Südosten: Gemeinde Heek
- im Süden: Stadt Ahaus
- im Westen: Stadt Enschede, Niederlande
- in Norden: Gemeinde Losser, Niederlande
- in Nordosten: Stadt Bad Bentheim, Niedersachsen

In Gronau gibt es vier ehemalige Grenzübergänge in die Niederlande: Grenzübergang Gronau an der Schnellstraße B 54, Glanerbrücke an der ehemaligen B 54 (über Glanerbrug nach Enschede), Losserstraße (über Glane nach Losser) und Tiekerhook (über Overdinkel nach Losser).
Gronau besitzt sowohl eine reine Gemeindegrenze (Süden: Ahaus und Heek) als auch eine Kreisgrenze (Osten: Kreis Steinfurt), eine Landesgrenze (Norden: Niedersachsen) und eine Staatsgrenze (Westen: Niederlande).

## Geschichte

### Überblick

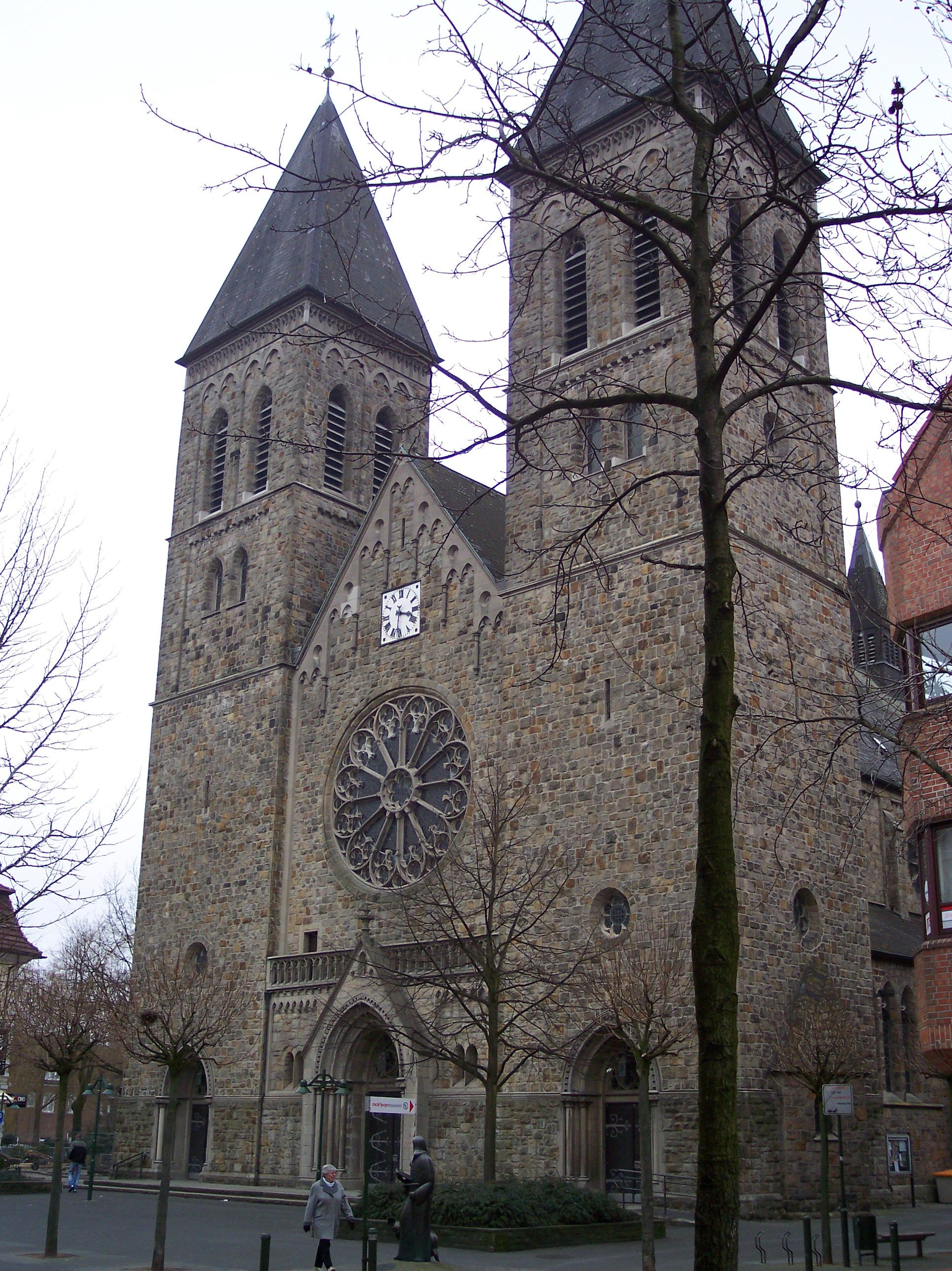
Pfarrkirche St. Antonius

Der Name Gronau stammt von Gronauwe (Grüne Aue) und bezieht sich auf den Ursprung als Siedlung am Fluss Dinkel.
Im Jahr 1188 wurde der heutige Gronauer Ortsteil Epe erstmals urkundlich erwähnt, Gronau selbst erst im Jahr 1365.

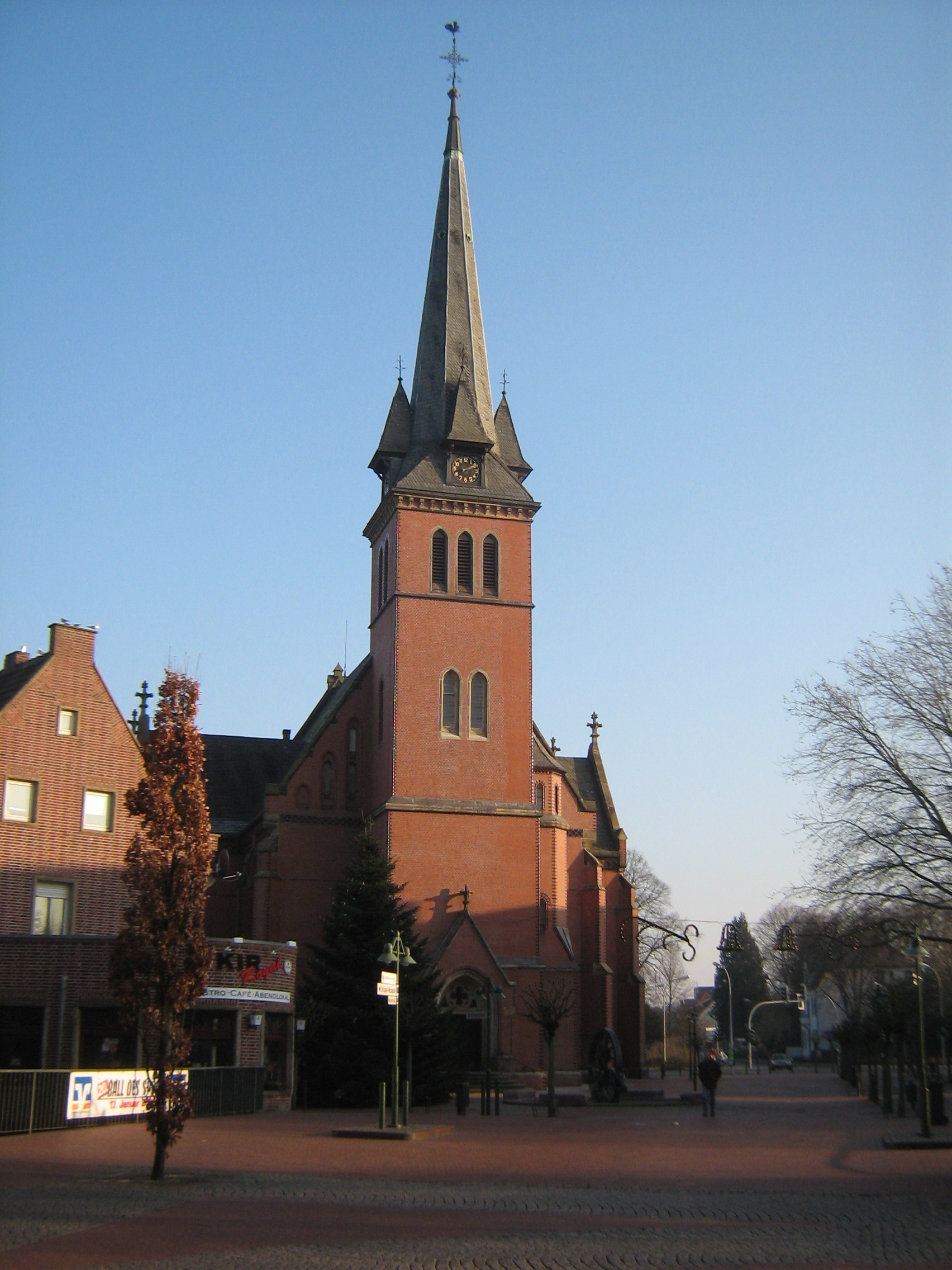
Evangelische Stadtkirche

Gronau war ursprünglich eine eigenständige Herrschaft. Die Burg Gronau war ein sogenanntes Offenhaus der Fürstbischöfe zu Münster. Im Jahr 1365 belehnte Bischof Florenz von Münster die Edelherren von Steinfurt mit dieser Burg. Im 15. Jahrhundert kam Gronau an einen Zweig des Hauses Bentheim.
Unter Graf Arnold II. von Bentheim-Steinfurt wurde 1544 die Augsburger Konfession eingeführt, Graf Arnold VI. wechselte 1591 die Konfession zum Reformierten Glauben.
Mit dem Erbabfall Gronaus an die Linie Bentheim-Tecklenburg-Rheda 1638 wechselte der Besitzer des Ortes erstmals. In einem 1699 geschlossenen Vergleich zwischen dem Hochstift Münster und den Grafen von Bentheim-Tecklenburg-Steinfurt kam Gronau unter münsterische Landeshoheit. Gut einhundert Jahre später wurde das münsterische Amt Horstmar mit Gronau und Epe im Reichsdeputationshauptschluss (1803) an die Grafen von Salm übereignet, die aus dem Gebiet die Grafschaft Salm-Horstmar errichteten. Im Zusammenhang mit der Gründung des Rheinbundes kam das Gebiet 1806 zum Großherzogtum Berg. Nach der dort im Jahr 1808 eingeführten französischen Verwaltungsstruktur gehörte Gronau zum Departement der Ems und war dem Kanton Ochtrup zugeordnet. Von 1811 bis 1813 gehörte Gronau schließlich direkt zu Frankreich, der Kanton Ochtrup und damit Gronau und Epe gehörten nun zum Département de la Lippe und zum Arrondissement Steinfurt. Nach dem Zusammenbruch des napoleonischen Frankreich wurden Gronau und Epe 1815 preußisch. 1816 wurden Gronau und Epe dem neu gebildeten Kreis Ahaus im Regierungsbezirk Münster der Provinz Westfalen angegliedert.
Die Industrialisierung hielt in Gronau Einzug mit der Gründung des ersten Textilwerks 1854. 21 Jahre später (1875) wurden die Eisenbahnlinien von Gronau nach Münster, Dortmund und Enschede eröffnet.
Mit dem Wachstum der Textilindustrie und der Gründung des Gronauer Bauvereins im Osten der Stadt (1893) begann eine Expansion der Siedlungsfläche. Bis zum Ersten Weltkrieg entstanden in Gronau unter anderem ein neues Rathaus, das Amtsgericht, die Pfarrkirche St. Antonius, Schulen, Krankenhäuser, ein Hallenbad, ein Wasserwerk, ein Elektrizitätswerk und der Stadtpark.
Am 27. Dezember 1897 erhielt Gronau die Stadtrechte.

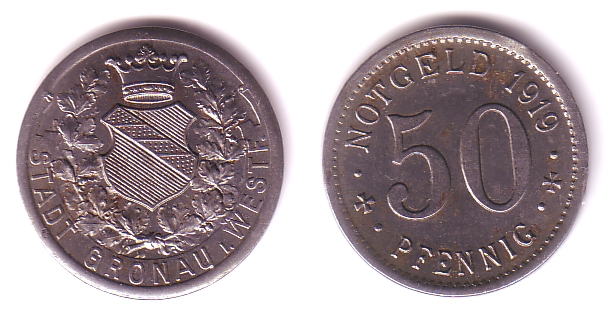
50-Pf-Notmünze der Stadt Gronau 1919

Nach dem Ersten Weltkrieg wurden in den Jahren 1918 und 1919 von der Stadt Gronau drei Notmünzen im Wert von 10, 25 und 50 Pfennig herausgegeben.
In der Nacht vom 9. auf den 10. November 1938, auch (Reichs-)Kristallnacht oder Reichspogromnacht genannt, wurde die Synagoge in der Wallstraße geschändet, verbunden mit der Verfolgung der jüdischen Bevölkerung. Schließlich wurden alle Juden aus Gronau (Familien Eichberg, Poppert, van Engel, Kauffmann, Lion) in die Vernichtungslager deportiert. In Gronau existiert heute noch ein Jüdischer Friedhof.
Mit dem Konkurs des 1854 gegründeten van-Delden-Konzerns 1980/1981 endete die Ära der Textilindustrie in Gronau.

### Erdgeschichte
1910 fand man in der damaligen Ziegeleigrube Gerdemann das Skelett eines Plesiosauriers aus der Kreidezeit. Es befindet sich heute im Geologisch-Paläontologischen Museum in Münster. Ein weiterer Fund zwei Jahre später entdeckte dort eine neue Gattung, die Gronausaurus wegneri benannt wurde.

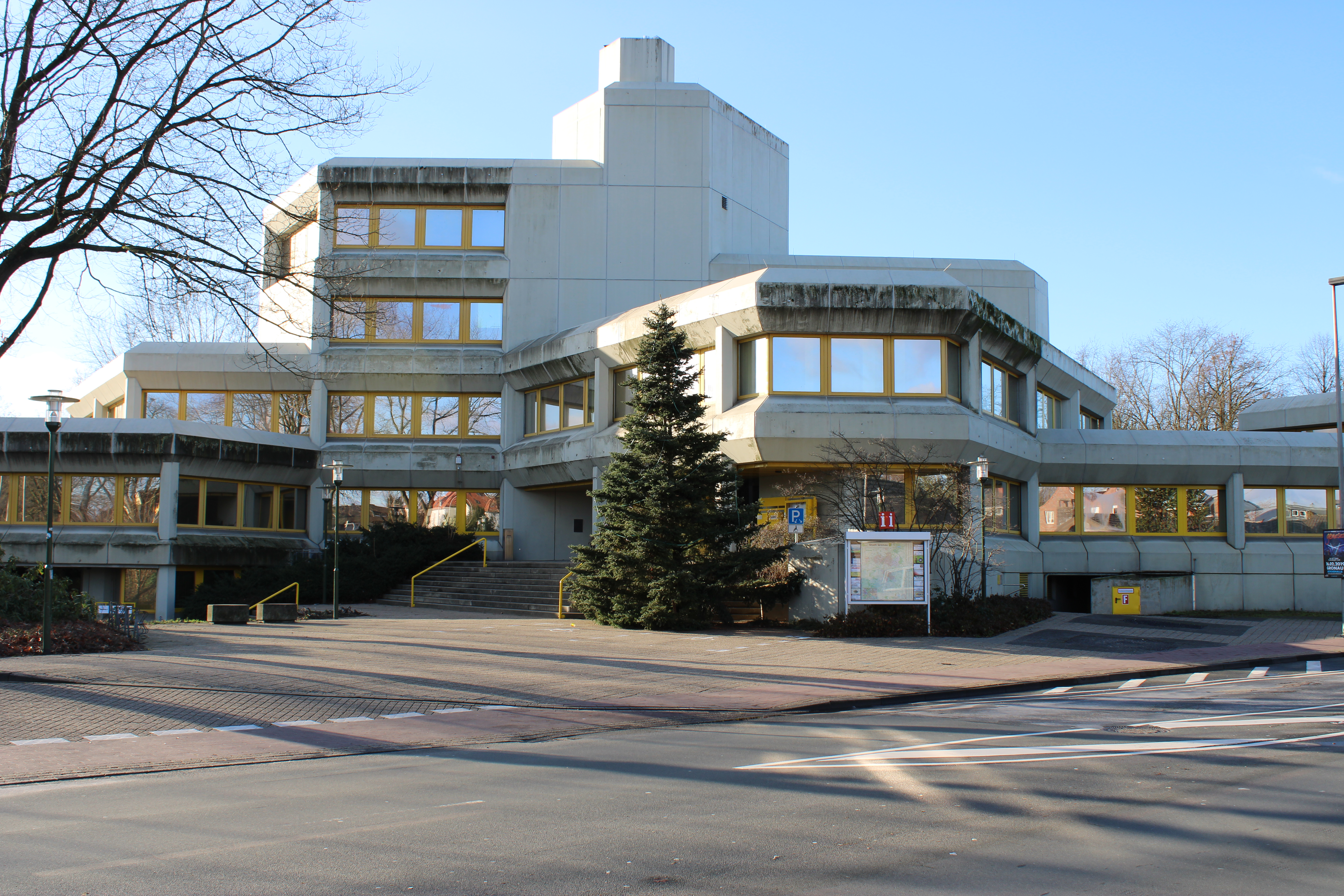
Neues Rathaus (Nordostseite)

### Eingemeindungen
Am 1. April 1898 wurde der Nordteil der Gemeinde Kirchspiel Epe (die Eilermark und das Buterland) nach Gronau eingemeindet.
Am 1. April 1934 wurden die Gemeinden Dorf Epe und Kirchspiel Epe (der verbliebene Südteil) zur Gemeinde „Epe“ zusammengeschlossen.
Am 1. Januar 1975 wurden die Stadt Gronau und die Gemeinde Epe (Westfalen) zur neuen Stadt Gronau zusammengeschlossen.

## Politik

### Stadtrat
Die Tabelle zeigt die Sitzverteilung als Ergebnis der Kommunalwahlen seit 1999.
|      | CDU | SPD | UWG | FDP | Grüne | GAL | LINKE | Pro! | WEG | AfD | Piraten | PBC | Gesamt |
| ---- | --- | --- | --- | --- | ----- | --- | ----- | ---- | --- | --- | ------- | --- | ------ |
| 2020 | 16  | 9   | 3   | 3   | 4     | 1   | 1     | 2    | 6   | 1   |         |     | 46     |
| 2014 | 17  | 12  | 3   | 2   |       | 2   | 2     | 1    |     |     | 1       |     | 42     |
| 2009 | 17  | 12  | 4   | 4   |       | 2   | 1     | 2    |     |     |         |     | 42     |
| 2004 | 22  | 11  | 3   | 3   |       | 2   |       |      |     |     |         | 1   | 42     |
| 1999 | 23  | 14  | 2   | 2   |       | 1   |       |      |     |     |         |     | 42     |

1. ↑  GAL: Grün Alternative Liste Gronau
2. ↑  Pro: Pro! Bürgerschaft
3. ↑  WEG: Wählergemeinschaft Epe Gronau

Die Zahl der Ratssitze wurde 2014 von 42 auf 40 Sitze reduziert, die weggefallenen Sitze wären entsprechend dem Wahlergebnis zu je einem an die CDU und die SPD gegangen.

### Bürgermeister
- 1974–1979: Bruno Jäkel (SPD)
- 1979–1984: Gerhard Schultewolter (CDU)
- 1984–1989: Bruno Jäkel (SPD)
- 1989–1994: Norbert Diekmann (SPD)
- 1994–1999: Gerhard Gleis-Preister (CDU)
- 1999–2013: Karl-Heinz Holtwisch (CDU)
- 2013–2019: Sonja Jürgens (SPD)
- seit 2019: Rainer Doetkotte (CDU)[2]

### Wappen, Banner, Flagge und Logo

Wappen
Banner
Flagge

#### Wappen
Im Rahmen der kommunalen Neugliederung wurden die Stadt Gronau und die Gemeinde Epe zum 1. Januar 1975 zu einer neuen Stadt mit dem Namen „Gronau (Westf.)“ zusammengeschlossen.
Nach einer Übergangszeit, in der das Wappen der ehemaligen Stadt Gronau seine Gültigkeit behielt, wurde vom Rat das abgebildete Wappen beschlossen. Es beinhaltet die Symbole der beiden früheren Gemeinden (Schwan, Spule, Ähre) sowie die Farben grün-gelb der ehemaligen Stadt Gronau und eine Farbe (blau) der ehemaligen Gemeinde Epe. Der Schwan deutet auf die frühere territoriale Zugehörigkeit Gronaus zur Herrschaft der Edelherren von Steinfurt hin; der grüne Untergrund soll redender Hinweis auf die Bezeichnung des alten Gronau als „Grüne Aue“ sein. Aus dem ehemaligen Wappen der Gemeinde Epe wurden die Symbole „Ähre“ und „Spule“ übernommen. Während die Spule die enge Verbundenheit beider Gemeinden mit der Textilindustrie andeutet, steht die Ähre symbolisch für die Bedeutung der Landwirtschaft.
Das neue Wappen der Stadt wurde am 8. Januar 1981 durch den Regierungspräsidenten in Münster genehmigt und am 1. Februar 1981 formalrechtlich offiziell eingeführt. Es soll zum Ausdruck bringen, dass die neue Stadt Gronau aus zwei Gemeinden entstanden ist.
Heraldische Beschreibung des Wappens (Blasonierung):
„Das Stadtwappen zeigt in Grün einen breiten gelben mit einem schwarz bewehrten blauen Schwan belegten Wellenpfahl, begleitet vorn von einer gelben Spule, hinten von einer gelben Ähre.“

Gronauer Wappen 1898–1937
Gronauer Wappen 1937–1981
Wappen der ehem. Gemeinde Epe

#### Banner und Flagge
Der Stadt Gronau ist mit Urkunde des Regierungspräsidenten Münster vom 8. Oktober 1981 das Recht zur Führung einer Flagge und eines Banners verliehen worden.
Beschreibung des Banners: „Das Banner zeigt die Stadtfarben in zwei Bahnen von Grün und Gelb im Verhältnis 1 : 1 längsgestreift und in der Mitte der oberen Hälfte den Wappenschild.“
Beschreibung der Flagge: „Die Stadtflagge hat die Farben Grün und Gelb im Verhältnis 1 : 1 längsgestreift (gemeint ist quergestreift) und in der Mitte der beiden Bahnen den Wappenschild. Es können Stadtfahnen ohne Wappen sowie Wimpel in den Stadtfarben verwendet werden.“

### Städtepartnerschaften
- Epe (Niederlande)
- Bromsgrove (Vereinigtes Königreich)
- Mezőberény (Ungarn)

## Kultur und Sehenswürdigkeiten

### Musik

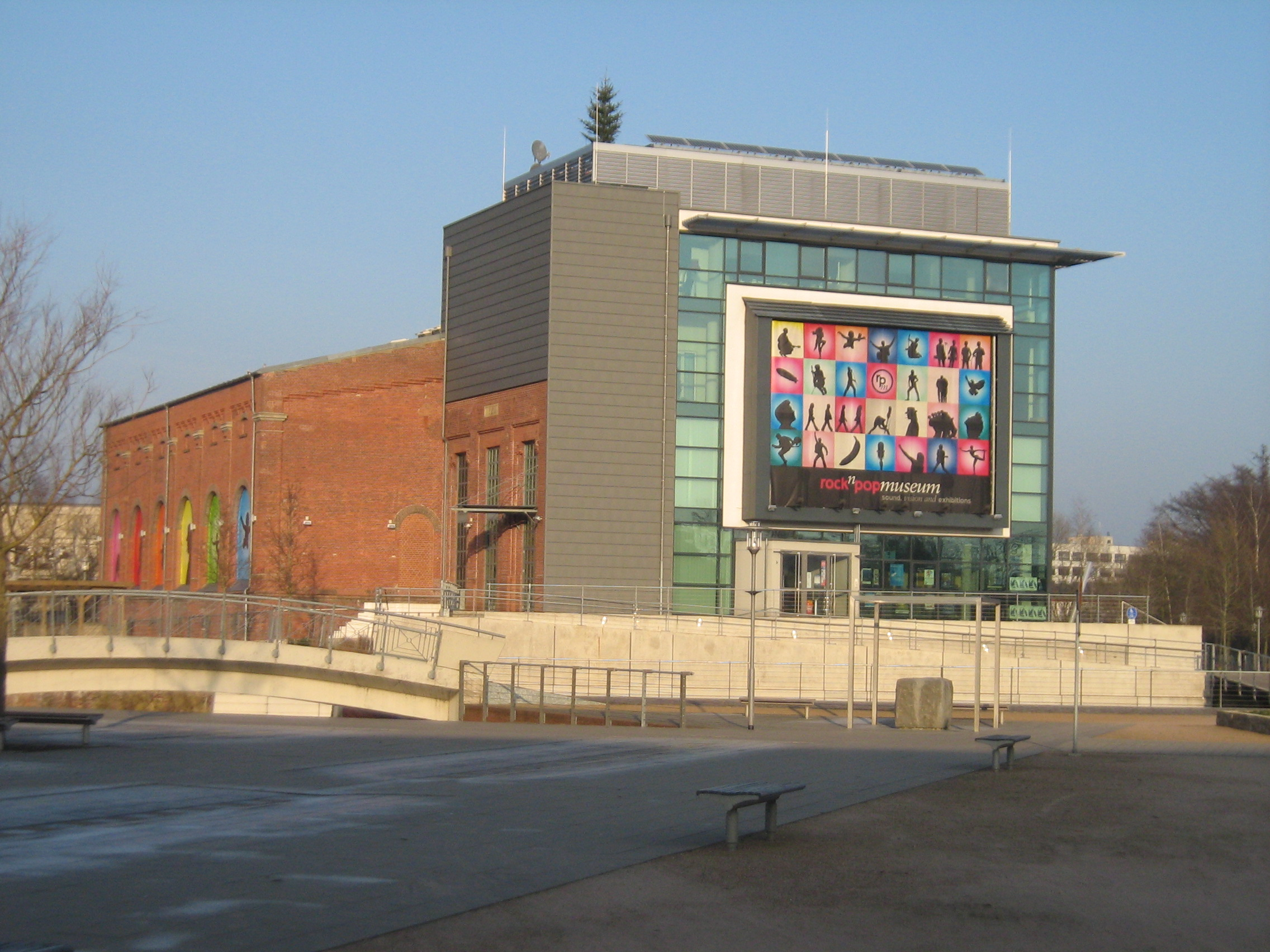
Rock’n’Popmuseum

Gronau kann auf eine respektable Musikgeschichte zurückblicken, die in den 1950er Jahren den dort geborenen Udo Lindenberg prägte und letztlich zur Eröffnung des Gronauer rock’n’popmuseums führte. Charakteristisch für diese Musikkultur ist die deutsch-niederländische Verbindung. In der Umbruchszeit nach dem Ersten Weltkrieg entwickelte sich in Gronau und Enschede eine enge und erfolgreiche deutsch-niederländische Kultur-Kooperation, die sich über Musikvereine, Streichquartette, Salonorchester und Hot-Dance-Kapellen bis hin zu Sinfonieorchestern und einer Operettengesellschaft (Enschedesch Opera en Operette Gezelschap) mit eigenen Uraufführungen steigerte (u. a. Hans-Martin Majewski: Insel der Träume, 1938). Zugleich fand der Jazz ab 1920 begeisterte Anhänger. Die lokale Jazzgeschichte der 1940er und 1950er Jahre schrieb sich ab 1988 durch das Jazzfest Gronau auf internationaler Ebene fort. In der Tanzmusikszene der Nachkriegszeit lernte Udo Lindenberg sein musikalisches Handwerkszeug. Noch heute bietet Gronau ein breites kulturelles Spektrum und ist wegen der ungewöhnlich dichten Laienmusikvereinslandschaft sogar für wissenschaftliche Untersuchungen interessant.
Die Gronauer Wall ist eine „Hall of Fame“ und erinnert an die lokale deutsch-niederländische Musikszene und die internationalen Musiker, die in Gronau aufgetreten sind.

### Festivals
Einmal im Jahr (Ende April) bietet das Jazzfest Gronau internationalen Größen des Jazz eine Plattform.
Zudem findet jedes Jahr im Sommer das Rockfestival „Auf die Ohren“ statt. Zu diesem Anlass kommen jedes Jahr bekannte Musiker nach Gronau.

### Bauwerke

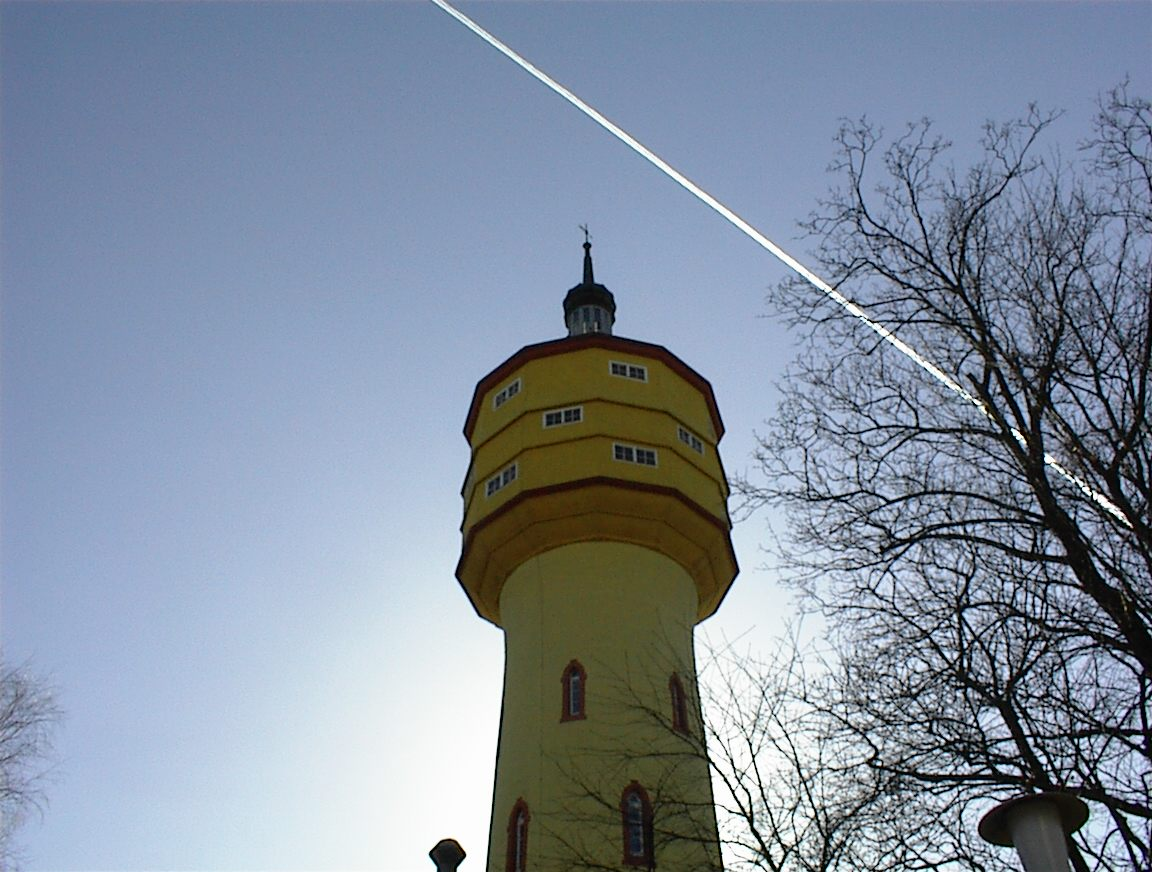
Gronauer Wasserturm am Stadtpark

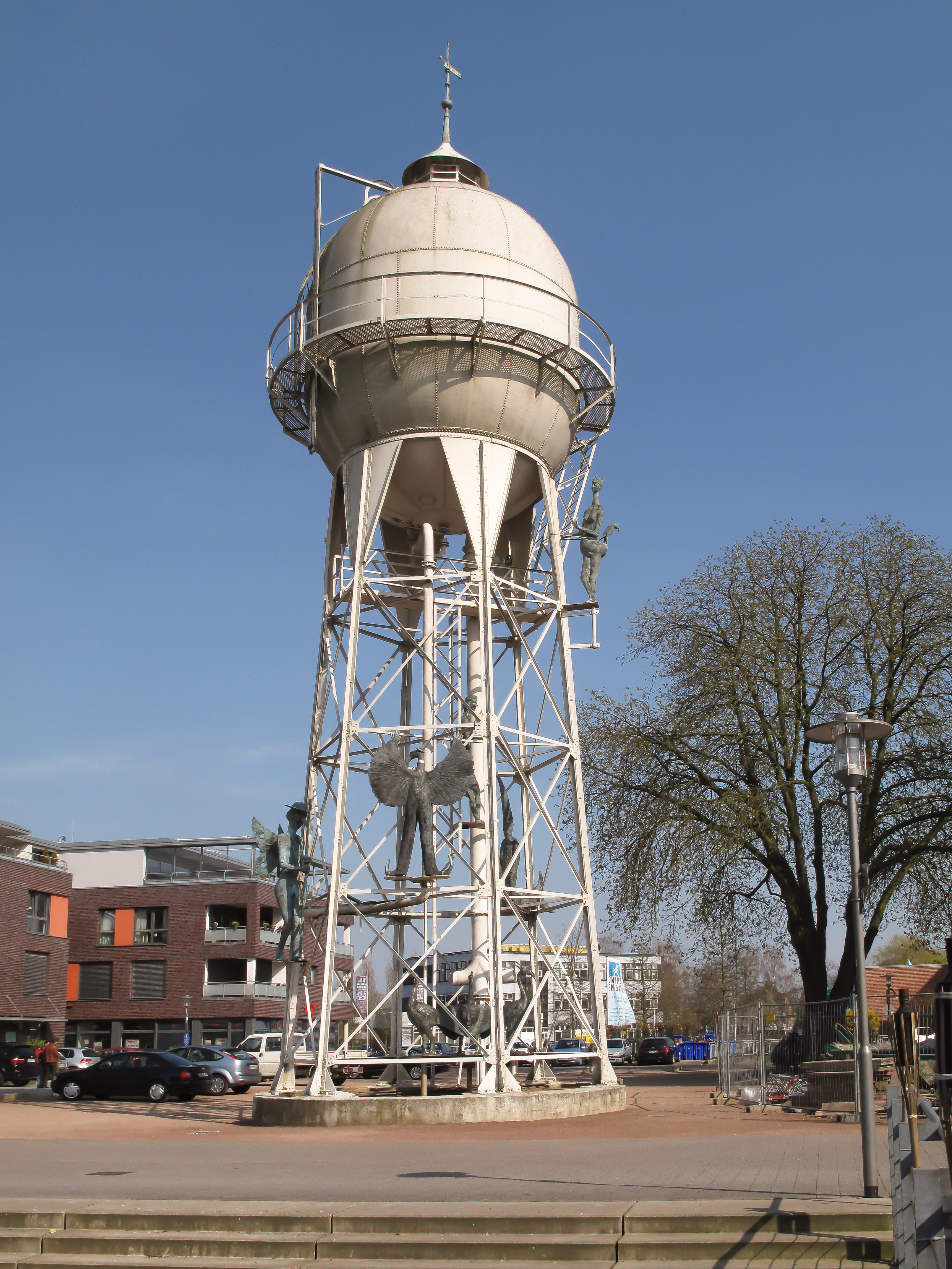
Wasserturm der ehemaligen Weberei Matthieu van Delden

Wahrzeichen der Stadt Gronau ist der alte Wasserturm am Stadtpark. Der Trinkwasserspeicher hat ein Fassungsvermögen von 250 m³. Der Wasserturm wurde nach dem Bau eines neuen Erdspeichers mit 2800 m³ Inhalt (heute 4800 m³) 1965 vom Netz genommen.
Die eindrucksvollen Bauten der Textilindustrie nördlich der Innenstadt sind teilweise als technische Denkmäler restauriert worden.
Vom alten Rathaus ist nur noch der Rathausturm erhalten geblieben. Im Zuge der Kommunalen Neugliederung entstand von 1969 bis 1975 ein neues Rathaus in moderner Gestalt nach Plänen des Architekten Harald Deilmann. Als experimentelles „Haus der Bürger“ konzipiert, markiert es bis heute einen neuen Mittelpunkt im Stadtbild.
Das Apollo-Theater war ein beliebter Kino-, Theater- und Konzertsaal. In den Jahren von 1934 bis 1940 entwickelte er sich zu einer wichtigen deutsch-niederländischen Kulturinstitution. Nach Umbauten und Modernisierungen ist der verkleinerte Saal heute Teil eines Kinocenters in der Mühlenmathe 37.
Sehenswert ist die Morgensternsiedlung im Osten der Stadt, eine gut erhaltene, geschlossene Arbeitersiedlung. Ebenfalls sehenswert sind die alten Arbeitersiedlungen „Klein Marokko“ (Spechtholtshook) und „Klein Russland“ (Brook).
Neuestes Wahrzeichen der Stadt ist die 2003 durch die Landesgartenschau entstandene Bogenbrücke über die Spinnereistraße.
Sehenswert sind auch die denkmalgeschützte Pfarrkirche St. Antonius und die evangelische Stadtkirche.
Da in Gronau eine große Gemeinschaft von Suryoye (auch bekannt als Assyrer oder Aramäer) lebt, befindet sich an der Zollstraße 11I die Syrisch-Orthodoxe St. Jesaja Kirche, welche bis heute als Liturgiesprache das Aramäische pflegt.

### Museen

#### rock’n’popmuseum

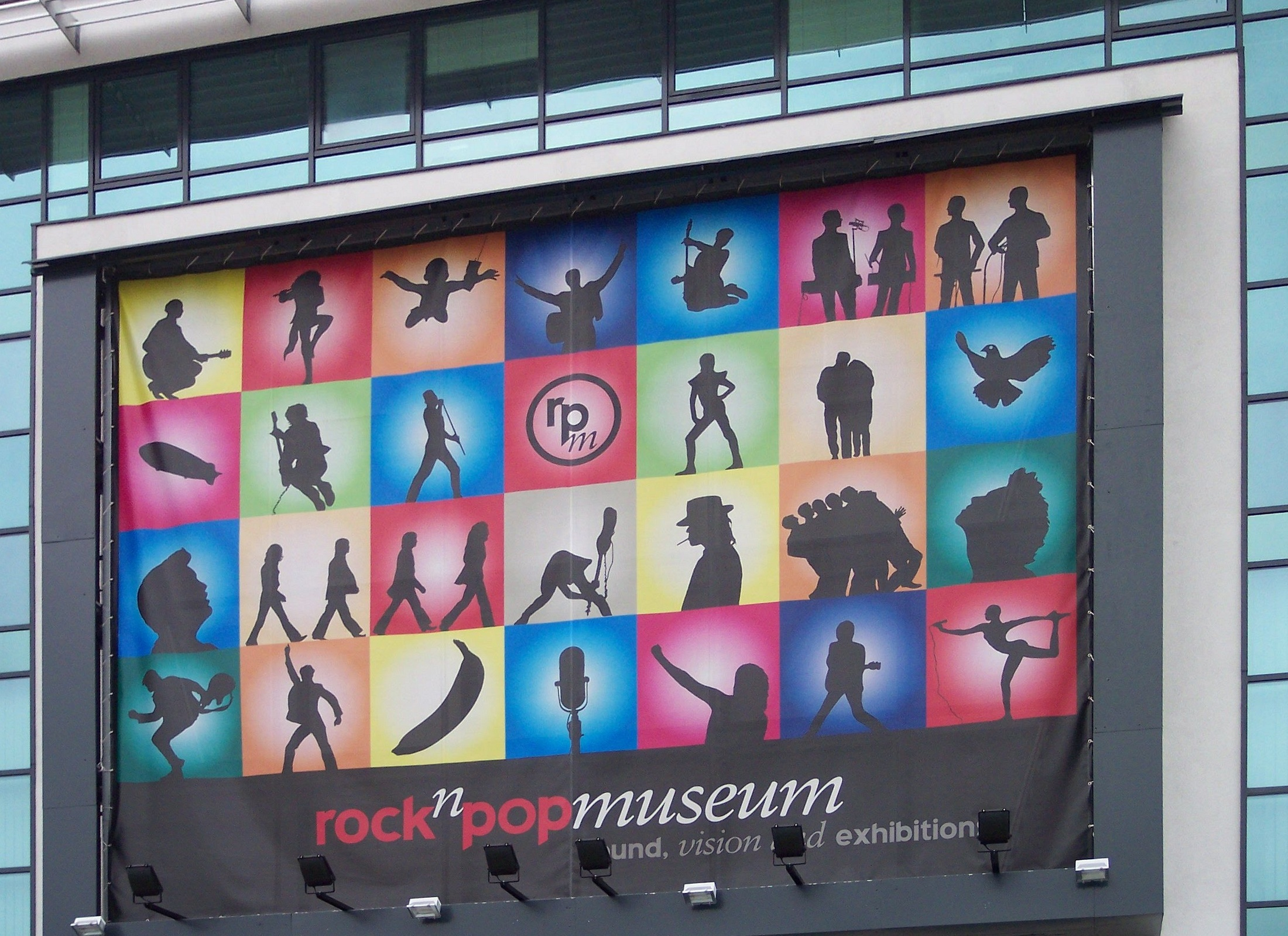
rock’n’popmuseum

Am 21. Juli 2004 wurde das rock’n’popmuseum eröffnet. Es ist bundesweit einzigartig für dieses Genre der Musikgeschichte. Das Museum befindet sich in der ehemaligen Kesselhalle des Stammwerks der van Delden-Gruppe.
Die Dauerausstellung beschäftigt sich im Wesentlichen mit der Musikgeschichte des vergangenen Jahrhunderts. Die Chronologie dieser Geschichte ist eingebettet in eine thematische Klammer, die die Black Music und die Elektronische Musik darstellt. Eine Wissensdatenbank erhellt die Hintergründe der Ausstellungsstücke. Hier zeigt sich die jugendkulturelle, musik- und zeitgeschichtliche Dimension und Vernetzung der Exponate unter anderem von Marlene Dietrich, Elvis Presley, den Rolling Stones oder Rammstein.
Neben der ständigen Ausstellung präsentiert das Museum Sonderausstellungen, die sich speziellen Themen aus dem vielfältigen Repertoire hundertjähriger Popmusik-Historie widmen. Zur Philosophie des Hauses zählen Musikveranstaltungen, museumspädagogische Programme und eine intensive Zusammenarbeit mit Schulen.
Die Ausstellung wurde von dem Hamburger Büro für Architektur und Design unter der Leitung von Andreas Heller gestaltet.

#### Driland-Museum

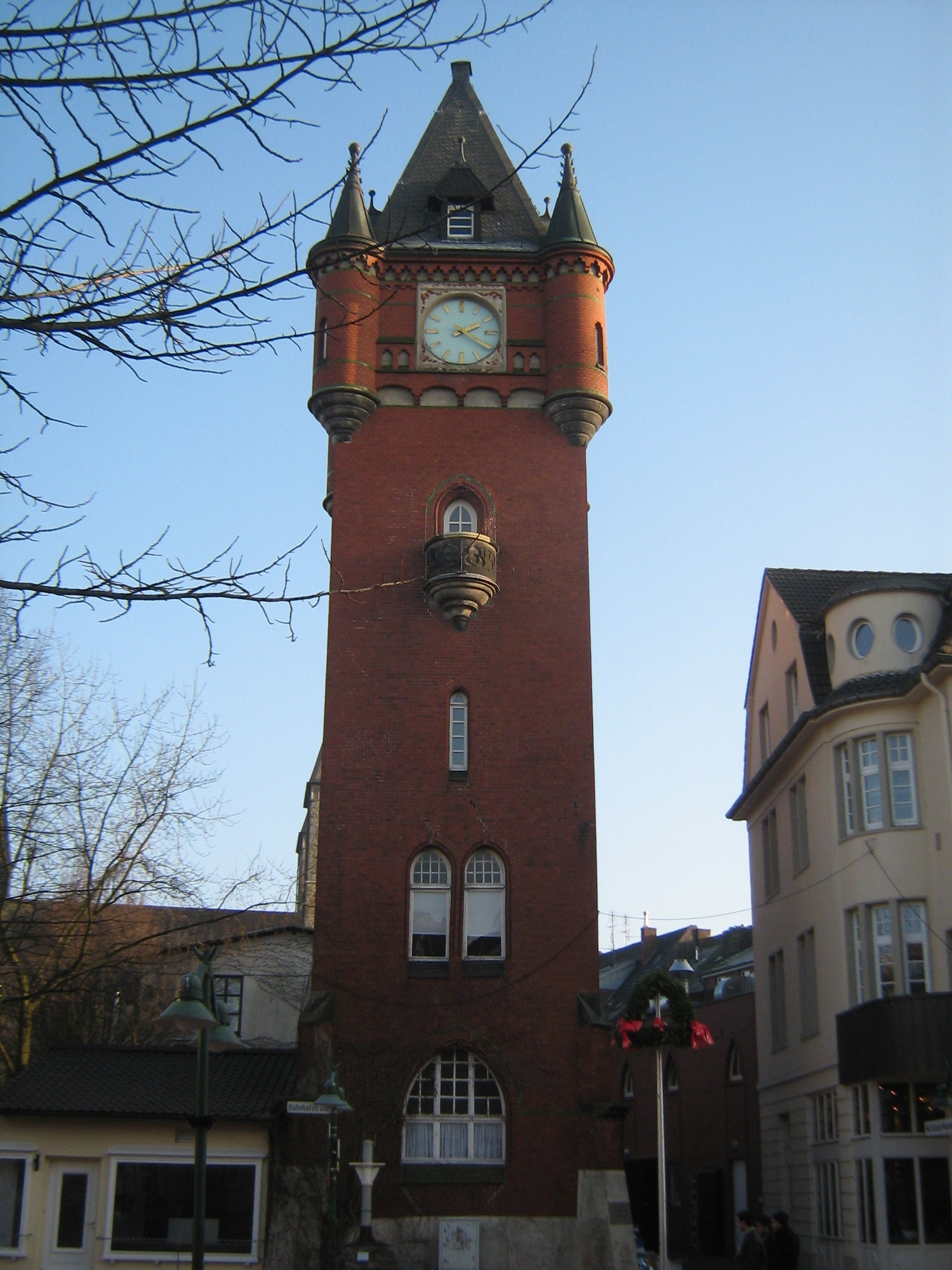
Alter Rathausturm

Der verbliebene Gebäudeteil des im letzten Krieg zerstörten Rathauses beherbergt das Driland-Museum der Stadt Gronau. Es informiert über lokale und regionale Kultur, textile Vergangenheit, sowie die historische Entwicklung der Stadt. Der Eingang befindet sich in einem Innenhof hinter dem Gronauer Rathausturm in der Bahnhofstraße.
Der Name des Museums beinhaltet den prägenden Faktor dieser Stadt und ihres Umlandes, die historischen und gegenwärtigen grenzüberschreitenden Einflüsse. Gronau war ursprünglich eine von Steinfurter und Bentheimer Grafen regierte, später kulturell und religiös stark von den Niederlanden geprägte Enklave im münsterisch/katholisch verwalteten Kirchspiel Epe. Das 1898 erweiterte Stadtgebiet bildet im Nordwesten den Schnittpunkt zwischen den Niederlanden sowie den Bundesländern Niedersachsen und Nordrhein-Westfalen. Das Driland-Museum bietet den Gronauern und Besuchern dieser Stadt die Gelegenheit, sich mit den Besonderheiten dieser Stadt- und Regionalgeschichte zu beschäftigen.
Zunächst wird die Erdgeschichte des hiesigen Raumes, angefangen von der Kohle- und Salzentstehung bis hin zur paläontologischen Fundstücken, vorgestellt. Mittelpunkt dieser Abteilung ist eine Nachbildung des 1910 in Gronau entdeckten Schlangenhalssauriers. Über die frühesten menschlichen Besiedlungsspuren werden die Besuchern zu den ersten Anfängen der Entstehung dieser Stadt geleitet. Das Stadtmodell Gronau 1600 veranschaulicht die Entwicklung der Wasserfeste zu einem Zufluchtsort für niederländische Protestanten vor dem Hintergrund der europäischen Religionskriege im 17. Jahrhundert.
Die damals verwurzelten niederländischen Einflüsse auf die Kultur, die Religion und die Wirtschaft dieser Stadt bilden den „roten Faden“ durch die weitere Ausstellung. Die industrielle Revolution, deren Anfänge in der Ausstellung dokumentiert sind, wurde unter preußischer Verwaltung durch niederländische Unternehmer geprägt. Die jüngere Geschichte Gronaus wird durch historische Fotografien im ersten Obergeschoss des Museums dargestellt.

## Naherholungsgebiete

### Stadtpark und Tierpark

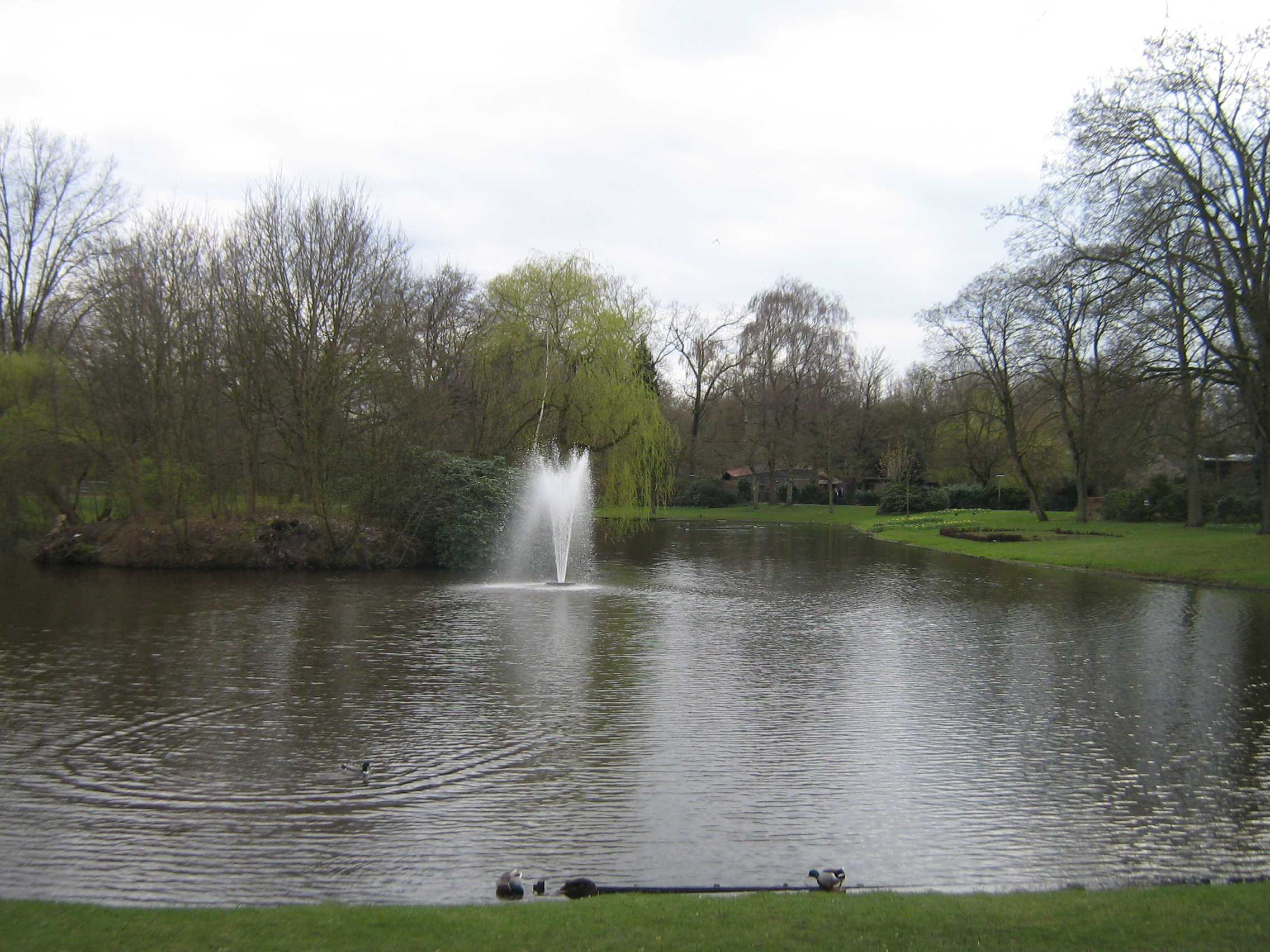
Stadtpark (Ententeich, Blick von Norden)

Der Gronauer Stadtpark (mit Tierpark) am Dinkelufer wurde vor dem Ersten Weltkrieg angelegt. Außerdem gibt es im Stadtteil Epe einen Park. Dieser wurde 1926 im Rahmen von Arbeitsbeschaffungsmaßnahmen errichtet. In ihm sind ein großer Ententeich, zwei Spielplätze (einer davon mit Skateboardbahn und Schlittenhügel) und ein Rosengarten zu finden.

### Drilandsee

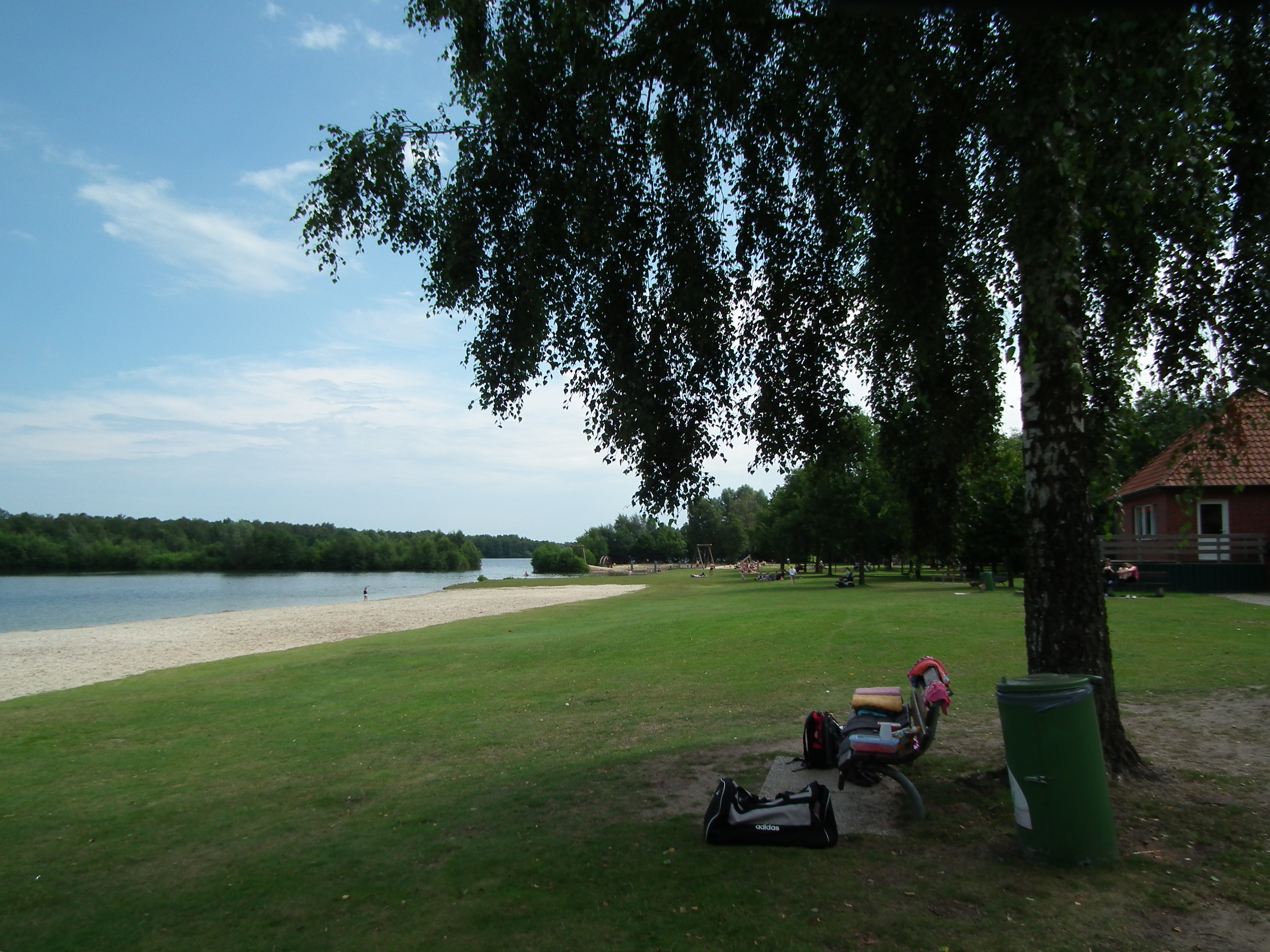
Blick auf den Badestrand des Drilandsees

Am Dreiländereck Nordrhein-Westfalen/Niedersachsen/Niederlande, in der Nähe des Ortsteils Driland, liegt der in den 1970er-Jahren künstlich errichtete Drilandsee. Eine Runde um den See beträgt ca. 3300 Meter. Er wird als Badesee, zum Segeln, Surfen und Rudern frequentiert und verfügt über Freizeitangebote und einen Campingplatz.

### Landesgartenschau
2003 fand in Gronau und in der Nachbargemeinde Losser (Niederlande) eine grenzüberschreitende Landesgartenschau statt. Im Rahmen der Landesgartenschau wurden am Ufer der Dinkel in Epe, Gronau, Glane, Overdinkel und Losser 13 Skulpturen, Dinkelsteine genannt, aufgestellt.

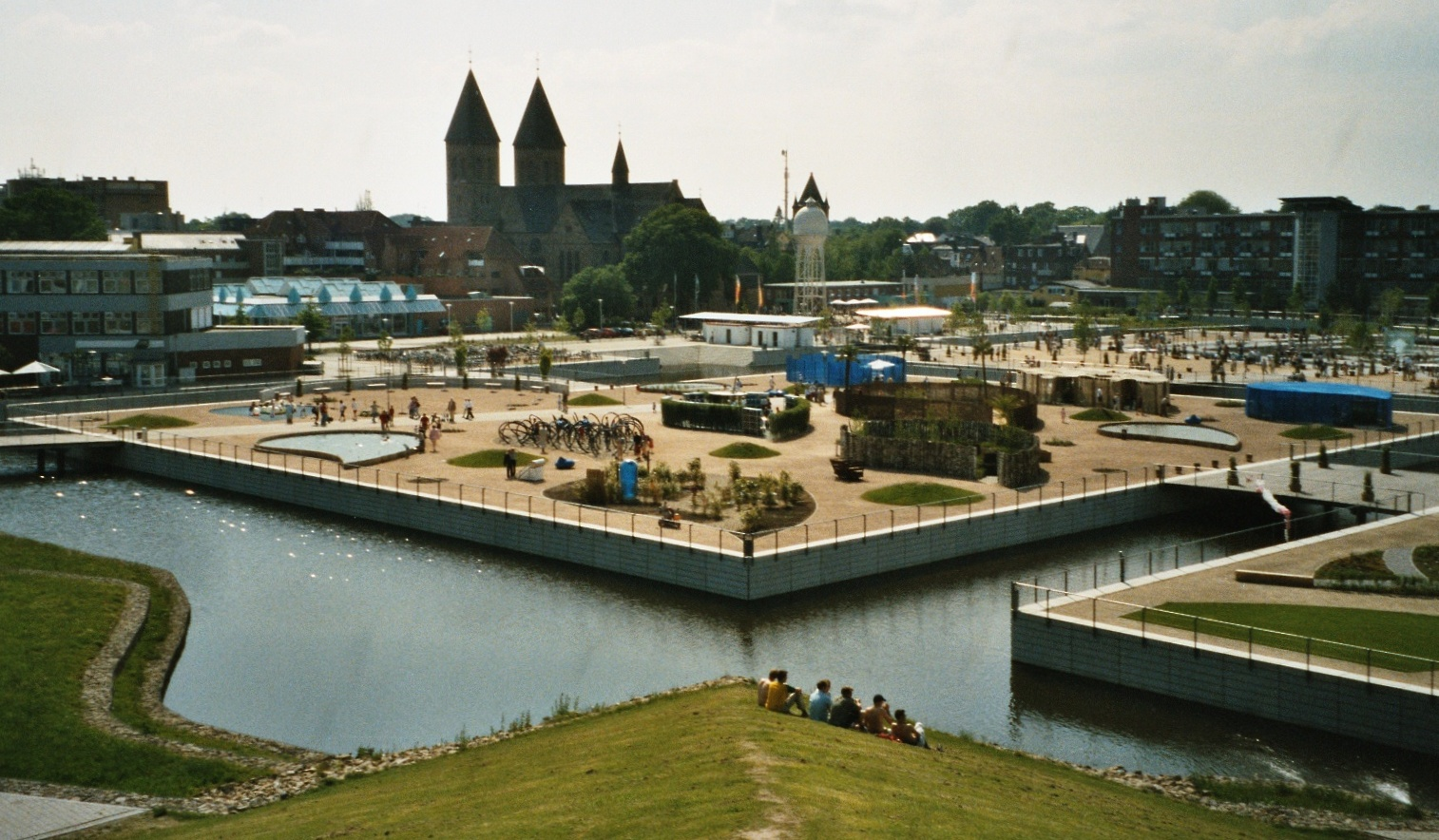
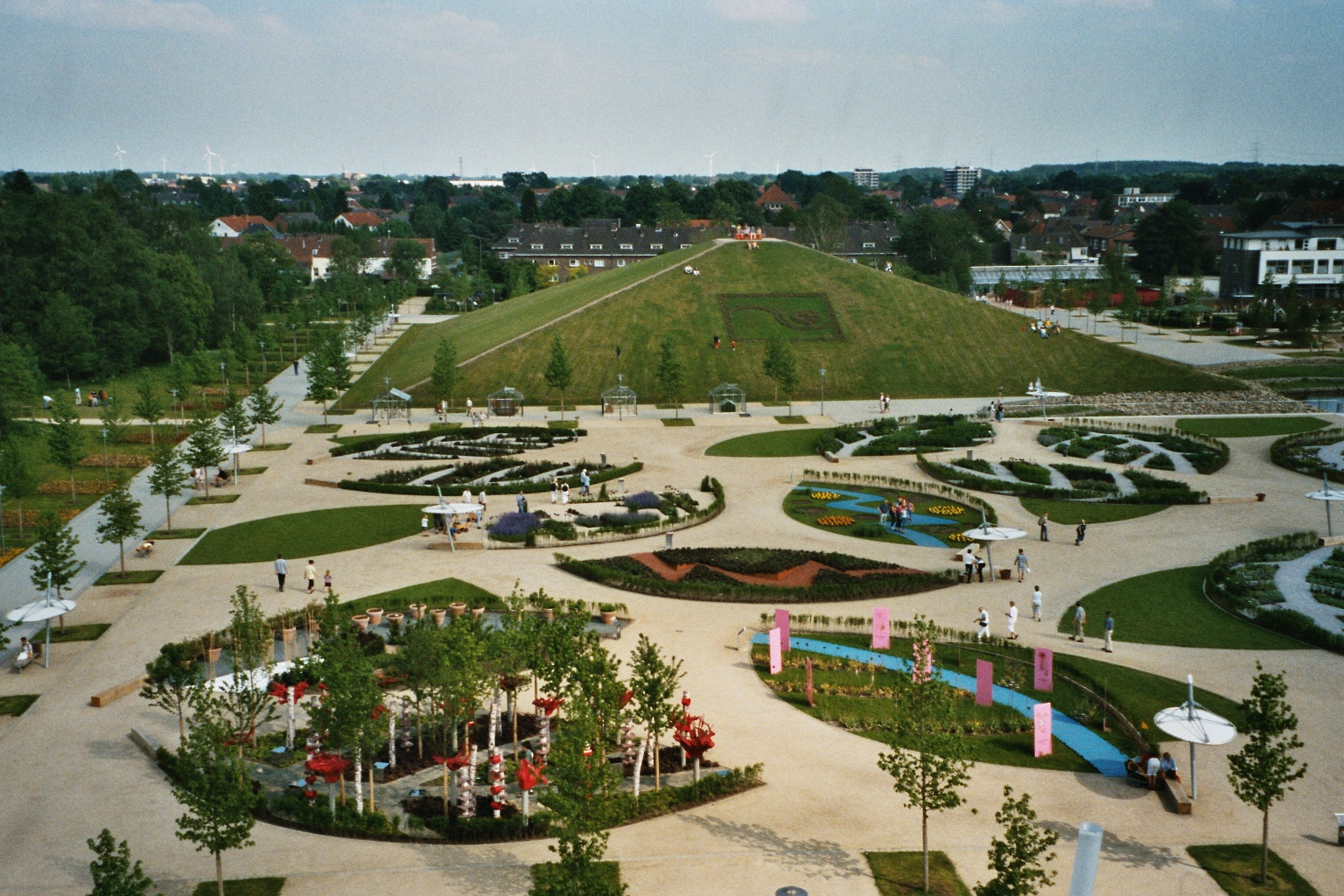
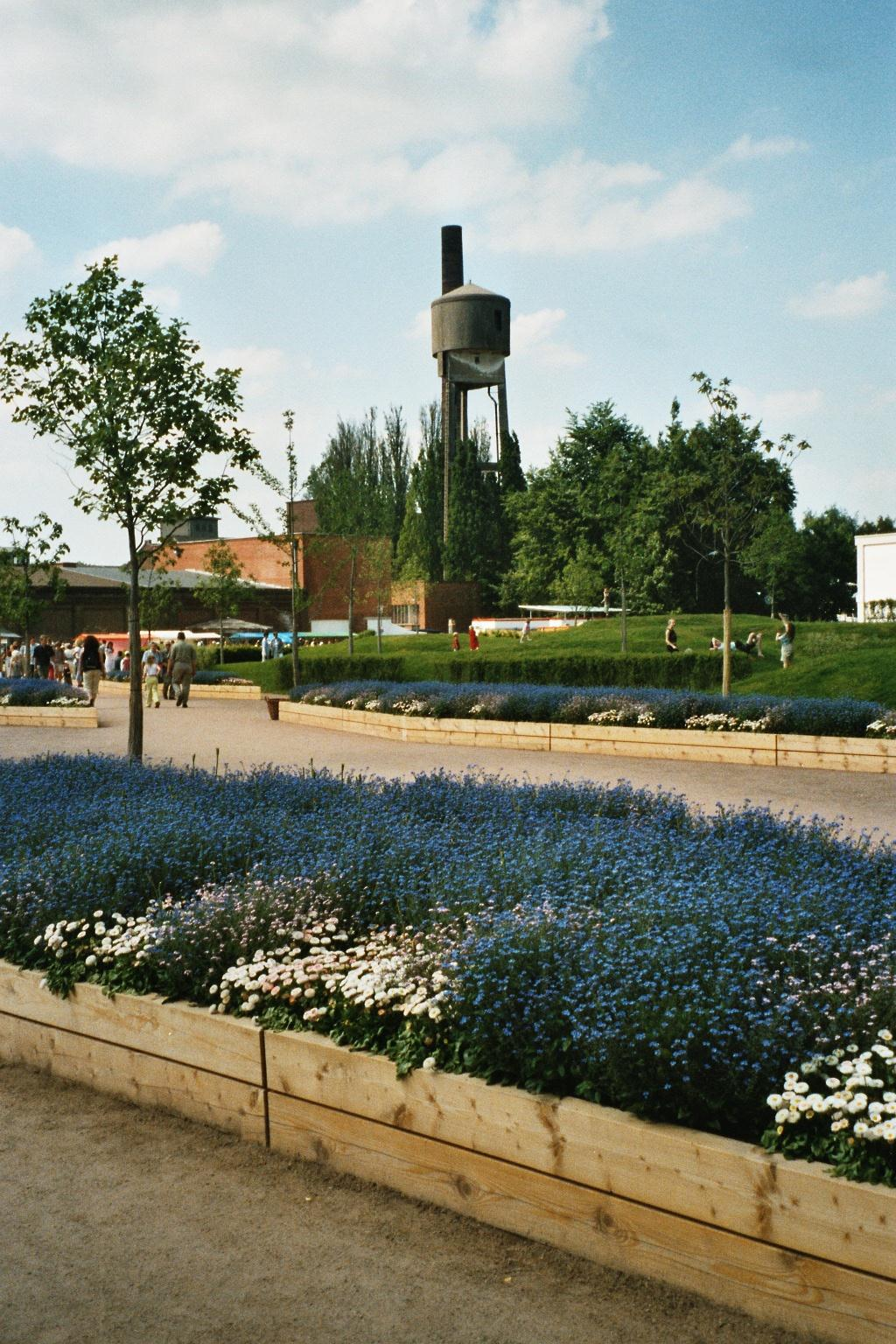
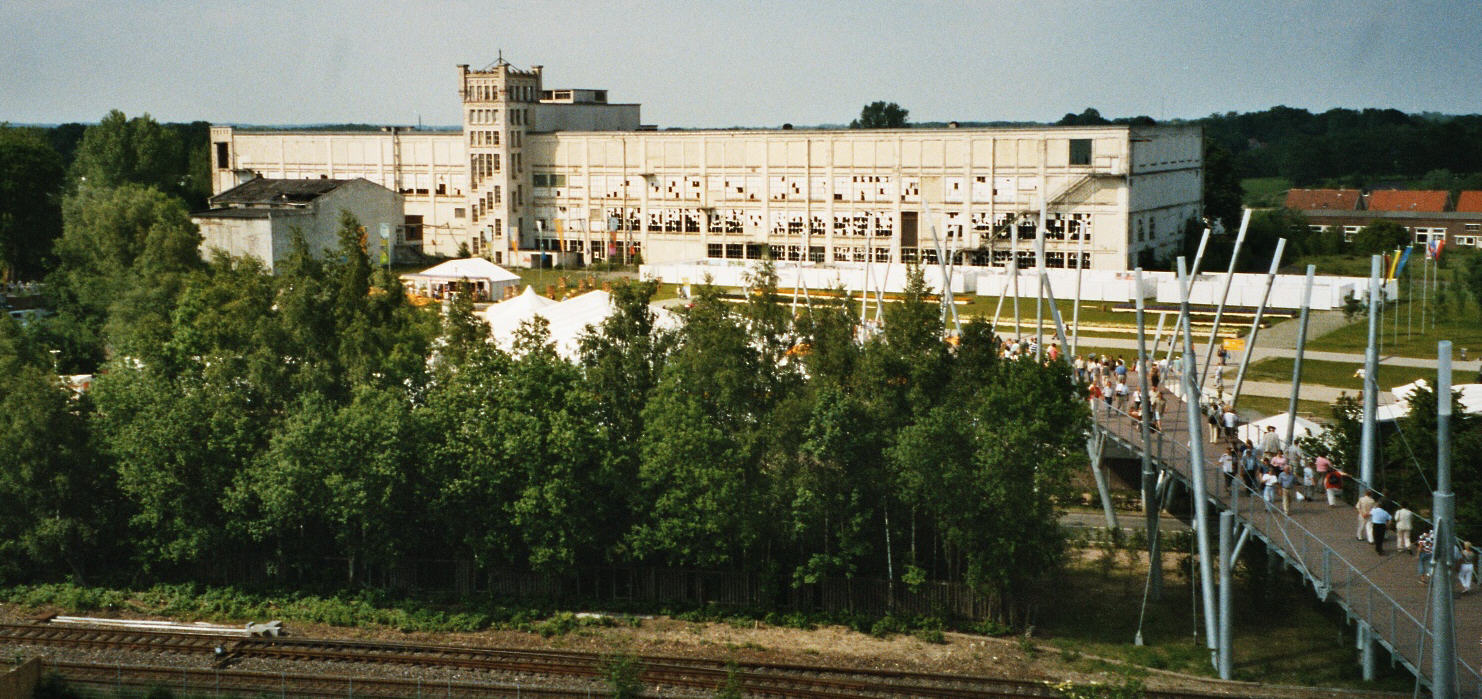
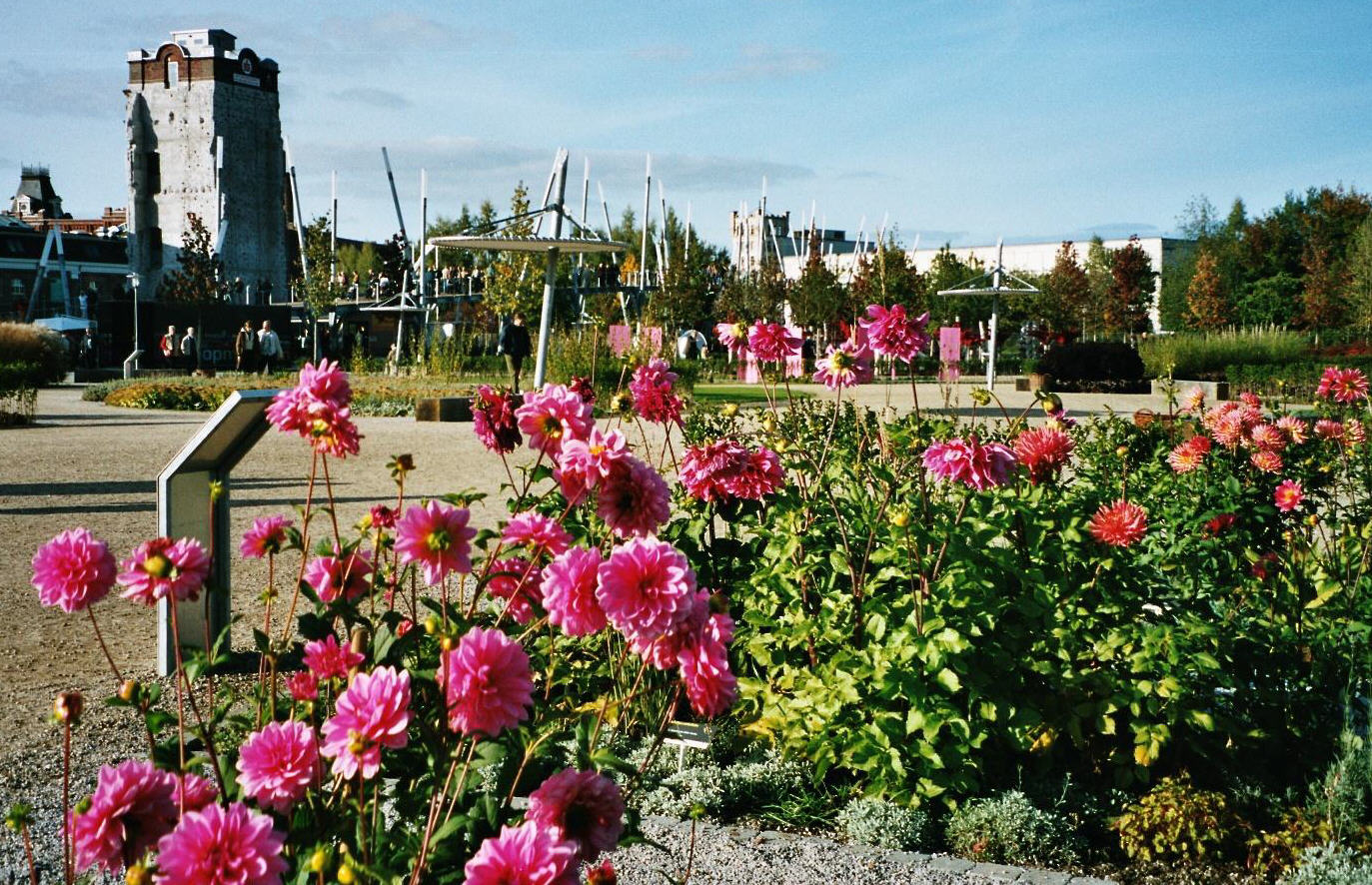

## Sport
Gronau beherbergt derzeit vier Fußballvereine. Vorwärts Epe schaffte in der Saison 2013/14 den fünften Tabellenplatz in der Bezirksliga-Staffel 11. Dem FC Epe gelang in dieser Saison als Meister der Kreisliga A ebenfalls der Aufstieg in die Bezirksliga. Fortuna Gronau stieg hingegen aus dieser Bezirksliga ab und spielt 2014/15 wieder in der Kreisliga A Ahaus. Der zweite Gronauer Verein, die SG Gronau, spielt in der Kreisliga B. Fortuna Gronau entstand Mitte 2011 aus einer Fusion von DJK Arminia Gronau 1954 und der Fußballabteilung des SV Vorwärts 09.
Handball in Gronau wird bei Vorwärts Gronau seit 1928 gespielt. Zwischenzeitlich gab es mit dem HSC Gronau ab 2002 bis zur Auflösung zum Saisonende 2013 einen zweiten Handballverein. Die Handballdamen von Vorwärts Gronau wurden 1936/37 Westfalenmeister und belegten in der Vorrunde zur Deutschen Meisterschaft in der Bielefeld-Gruppe mit dem Eimsbütteler TV, Polizei Dresden und CT Hessen-Preußen Kassel den 3. Platz. Die erste Herrenmannschaft von Vorwärts Gronau blieb als Kreisligist in der Saison 2012/13 des Spielkreises Euregio-Münsterland (früher Spielkreis Steinfurt) ohne jeden Punktverlust und stieg in die Bezirksliga auf.
Seit 1968 besteht bei Vorwärts eine erfolgreiche Badmintonabteilung. Hier wurde Christina Tampier 1975 Deutsche Meisterin im Mädcheneinzel.
Weiterhin bietet der SV Vorwärts Gronau seit 40 Jahren Basketball als Sportart an. Die Teams spielen seit Jahren im Basketballkreis Münster mit wechselndem Erfolg. In der Saison 2011/2012 treten fünf Jugendmannschaften und eine Herrenseniorenmannschaft an, um Meisterschaftsehren zu erlangen. Nach Jahren der Wanderungen durch die Gronauer Sporthallen hofft man nun in der Sporthalle an der Eilermarkschule eine neue Heimat gefunden zu haben.
Auf dem Drilandsee werden vom Wassersportverein Gronau (WSVG) seit 1984 regelmäßig Regatten veranstaltet. Das Einzugsgebiet der Teilnehmerliste setzt sich meist aus Clubs der umliegenden Seen zusammen. Mitglieder des Vereins haben immer wieder Erfolge auf bundesweiten Meisterschaften.
Im Januar 2011 kam als neue Abteilung die „Traditionsgemeinschaft“ hinzu, die am Drilandsee auf dem "Bill-Kujat-Boulodrom" fünf Boulebahnen unterhält.
Der erfolgreichste Sportverein der jüngeren Vergangenheit ist jedoch der Schwimmverein Gronau von 1910. Die Damen-Wasserball-Mannschaft spielte seit 1998 in der ersten Bundesliga und wurde zweimal Meister, zog sich aber zur Saison 2007/08 aus der Bundesliga zurück und spielte danach in der Oberliga.
Ebenfalls sehr erfolgreich ist Gronau im Judo. So trainierte der Olympiastarter von Peking Benjamin Behrla jahrelang bei Budo Mugen Gronau (früher Judo Mugen Gronau, der Verein wurde 1983 von Bart Rossy gegründet).
In Gronau wird auch seit 1932 Tischtennis beim TTC Gronau 1932 e. V. gespielt. Ein Höhepunkt des Vereinslebens in den letzten Jahren war der Showkampf zwischen Jörg Roßkopf und Timo Boll, der am 30. April 2007 für einen guten Zweck anlässlich des 75-jährigen Bestehens des Vereins ausgetragen wurde.
Gronau ist offizieller Sitz des im niedersächsischen Nordhorn spielenden Eishockey-Vereins ECE Nordhorn/Gronau, um diesem die Teilnahme am Spielbetrieb des Landeseissportverbandes Nordrhein-Westfalen zu ermöglichen. Derzeit spielen die „Bullydogs“ in der Verbandsliga NRW.
Seit 1985 sind auch die Bogenschützen Gronau e. V. erfolgreich aktiv.

## Wirtschaft und Infrastruktur
Gronau ist der Sitz des deutsch-niederländischen Kommunalverbands Euregio.

### Verkehr

#### Straßenverkehr
Gronau ist über die Bundesautobahnen A 30 (Amsterdam–Bad Oeynhausen), A 31 (Bottrop–Leer–Emden) sowie die niederländische A 35 (Zwolle–Enschede) und über die Bundesstraße B 54 (Gronau–Münster–Dortmund–Siegen–Wiesbaden) zu erreichen.

#### Bahn- und Busverkehr

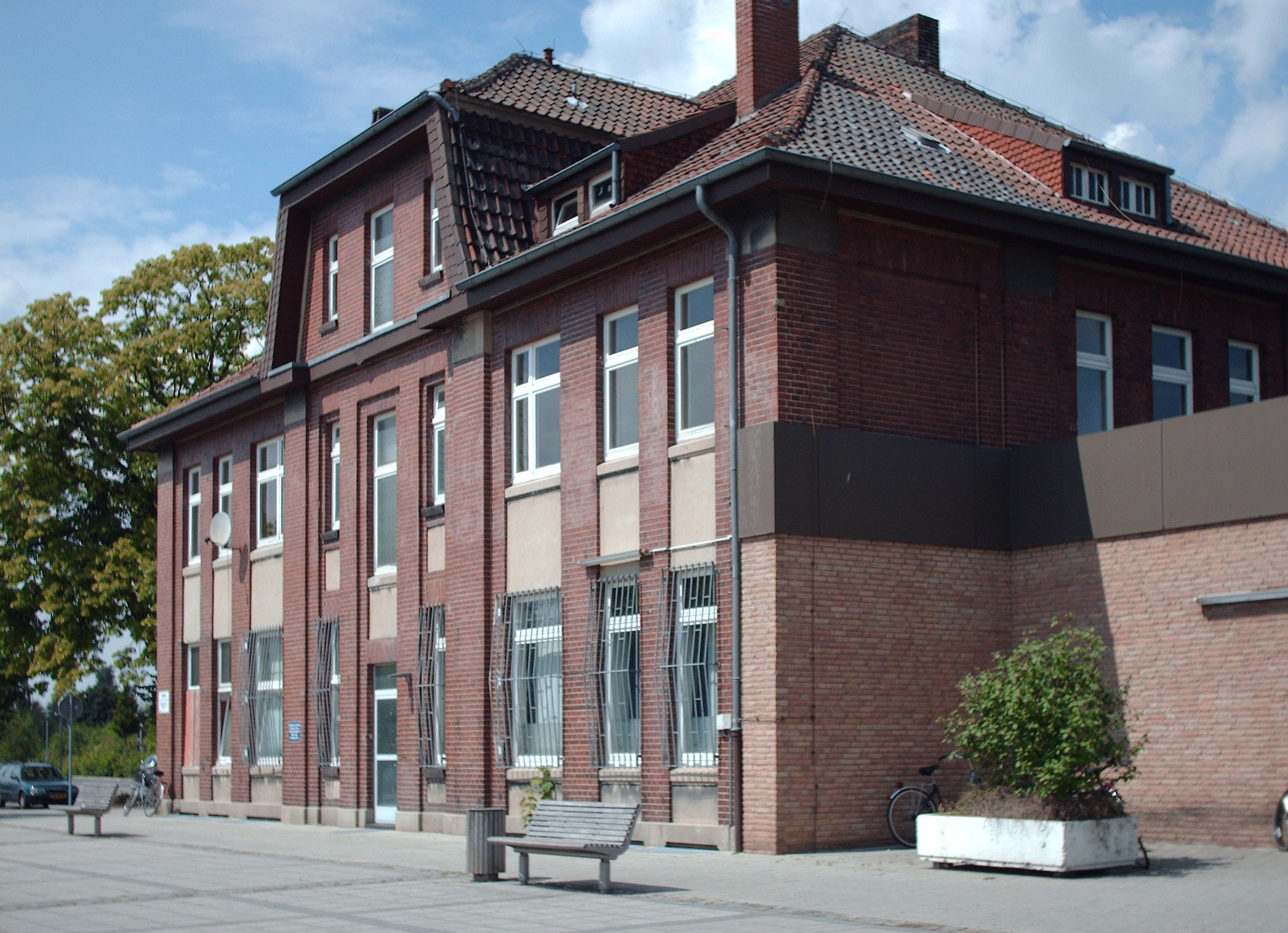
Empfangsgebäude Bahnhof Gronau (Westf)

Der Bahnhof Gronau (Westf.) wird stündlich von den Regionalbahn-Linien RB 64 „Euregio-Bahn“ Enschede–Münster (DB) über Steinfurt-Burgsteinfurt und RB 51 „Westmünsterland-Bahn“ Enschede–Dortmund (DB) über Ahaus bedient. Der Bahnhof Epe (Westf.) wird nur von der RB 51 bedient.
Der innerstädtische Verkehr wird von einem On-Demand-System erschlossen, dem G-Mobil, das die Stadt finanziert und durch die RVM Regionalverkehr Münsterland GmbH betrieben wird. Regionalbusse fahren u. a. nach Ahaus, Coesfeld, Rheine, Borken. Der ExpressBus X80 (BaumwollExpress) verbindet Gronau mit Bad Bentheim und Bocholt.
Außerdem verbindet eine Regionalbuslinie der Verkehrsgemeinschaft Grafschaft Bentheim (VGB) im regelmäßigen Taktverkehr Gronau mit Gildehaus, Bad Bentheim und Schüttorf. Seit dem 9. Dezember 2018 gilt das Niedersachsenticket auch in den Bussen der VGB.
In Gronau selbst gilt der WestfalenTarif.

#### Fahrradverkehr
Gronau ist an den regionalen Radwanderweg Flamingoroute angeschlossen.

#### Flugverkehr
Die nächsten Flughäfen sind der Flughafen Münster/Osnabrück in Greven und der Flughafen Enschede in Enschede.

### Ansässige Unternehmen
Post: Zur Entwicklung des Postwesens in Gronau, Epe und Bauverein siehe Postgeschichte von Steinfurt.
Im September 1901 wurde die Volksbank Gronau auf Initiative des Handwerkervereins von 40 Gründungsmitgliedern gegründet. Nach dem Zusammenschluss mit der Volksbank Ahaus im Jahre 1998 heißt sie nun Volksbank Gronau-Ahaus.
Seit dem 28. Januar 1950 ist in Gronau die Verwaltung und das Zentrallager der Firma K+K Klaas & Kock beheimatet. Die Firma betreibt unter dem Namen K+K – Klaas und Kock über 210 Supermärkte und Verbrauchermärkte in Westfalen und im westlichen Niedersachsen. Klaas+Kock gehört zu den 100 größten Handelsunternehmen in Deutschland.
Der 1946 gegründete Textileinzelhändler Engbers hat seinen Firmensitz in Gronau und betreibt 280 Filialen in Deutschland und Österreich mit über 1500 Mitarbeitern.

#### Urananreicherung
Gronau ist seit 1985 Standort der einzigen Urananreicherungsanlage Deutschlands, der Urananreicherungsanlage Gronau. Sie wurde zunächst für eine Kapazität von jährlich 1000 Tonnen Urantrennarbeit gebaut, seit 1998 wurde ihre Kapazität auf 1800 Tonnen erweitert (entspricht einer Versorgung von bis zu 13 großen Kernkraftwerken). Ein weiterer Ausbau auf 4500 Tonnen wurde 2005 genehmigt. Betreiber ist die Firma Urenco. Die bei der Anreicherung anfallenden abgereicherten Uranreststoffe wurden zwischen 1996 und 2008 mit Güterzügen in das sibirische Sewersk abtransportiert. Künftig soll der Abfall in Frankreich und Großbritannien chemisch umgewandelt werden, danach jedoch nach Gronau zurückgeliefert werden. Gegen den Betrieb der Anlage gibt es örtlich, bundesweit und in den Niederlanden Proteste. Am 22. Januar 2010 ereignete sich ein Betriebsunfall mit radioaktiven Abfallstoffen, bei dem ein Arbeiter in geringem Umfang kontaminiert wurde. Ende Juli 2019 wurde erneut ein Sonderzug mit 600 Tonnen Uranhexafluorid mit Ziel Russland vom Ministerium für Wirtschaft, Innovation, Digitalisierung und Energie des Landes Nordrhein-Westfalen bestätigt. Mitte 2021 lagerten rund 20.000 Tonnen radioaktives Uran in unterschiedlichen Verarbeitungsformen am Standort in Gronau.

## Persönlichkeiten
In Gronau geborene Persönlichkeiten sowie weitere für Gronau bedeutende Personen sind in der Liste von Persönlichkeiten der Stadt Gronau (Westf.) aufgeführt.

## Belege
1. ↑  Bevölkerung der Gemeinden Nordrhein-Westfalens am 31. Dezember 2024 – Fortschreibung des Bevölkerungsstandes auf Basis des Zensus 2022. Landesbetrieb Information und Technik Nordrhein-Westfalen (IT.NRW), abgerufen am 18. Juni 2025. (Hilfe dazu)
2. 1 2  "Rainer Doetkotte neuer Bürgermeister in Gronau", WDR, 24. März 2019
3. ↑  Joseph Niesert: Münstersche Urkundensammlung. Band 6. Coesfeld 1835, LXXIII. Wechsel höriger Leute mit dem Münsterschen Amthause Ahaus (1602), S. 487 (Volltext in der Google-Buchsuche).
4. 1 2 3  Stephanie Reekers: Die Gebietsentwicklung der Kreise und Gemeinden Westfalens 1817–1967. (= Veröffentlichungen des Provinzialinstituts für Westfälische Landes- und Volksforschung des LWL, Reihe 1, Heft 18.). Aschendorff, Münster (Westfalen) 1977, ISBN 3-402-05875-8, S. 238.
5. ↑  Elfi Pracht-Jörns: Gronau – Stadtteile Gronau und Epe. In: dies.: Jüdisches Kulturerbe in Nordrhein-Westfalen, Band 4: Regierungsbezirk Münster (= Beiträge zu den Bau- und Kunstdenkmälern von Westfalen, Band 1.2). J.P. Bachem, Köln 2002, ISBN 3-7616-1397-0, S. 91–95 und 153–155, hier S. 93.
6. ↑  Ralf Keuper: Unternehmensgruppe van Delden – seinerzeit Deutschlands größter Textilkonzern (Seite nicht mehr abrufbar, festgestellt im April 2018. Suche in Webarchiven)  Info: Der Link wurde automatisch als defekt markiert. Bitte prüfe den Link gemäß Anleitung und entferne dann diesen Hinweis., 22. August 2010
7. ↑  Markus Bertling: „Gronausaurus wegneri HAMPE, 2013“, in Bürgerbuch Gronau und Epe 2013/14, S. 172
8. ↑  Martin Bünermann, Heinz Köstering: Die Gemeinden und Kreise nach der kommunalen Gebietsreform in Nordrhein-Westfalen. Deutscher Gemeindeverlag, Köln 1975, ISBN 3-555-30092-X.
9. ↑  Ratswahl – Kommunalwahlen 2020 in der Stadt Gronau (Westf.) – Gesamtergebnis. Abgerufen am 29. September 2020.
10. ↑  Kommunalwahlen am 25. Mai 2014
11. ↑  Hauptsatzung der Stadt Gronau (Westf.), § 3. Abgerufen am 10. Februar 2013.
12. ↑  Stadt Gronau (Westf.), www.kommunalflaggen.de. Abgerufen am 10. Februar 2013.
13. ↑  Stefan Rethfeld: Rathaus Gronau – die Vernunft des geometrischen Systems, in: Bauwelt 40–41, Berlin 2012, S. 36–41
14. ↑  Martin Borck: Ein apostolischer Besuch. Abgerufen am 1. Mai 2020.
15. ↑  Stadtpark und Tierpark bei LWL-GeodatenKultur des Landschaftsverbandes Westfalen-Lippe
16. ↑  Gemeindepark Epe bei LWL-GeodatenKultur des Landschaftsverbandes Westfalen-Lippe
17. ↑  Inselpark und Dinkelaue bei LWL-GeodatenKultur des Landschaftsverbandes Westfalen-Lippe
18. ↑  8 Seen Regatta – segeln-gronau.de, abgerufen am 11. Februar 2023
19. ↑  WSVG09 – Erfolge– segeln-gronau.de, abgerufen am 11. Februar 2023
20. ↑  Personalprobleme: Ex-Meister Gronau verzichtet auf Bundesligastart (Seite nicht mehr abrufbar, festgestellt im Juni 2025. Suche in Webarchiven)  Info: Der Link wurde automatisch als defekt markiert. Bitte prüfe den Link gemäß Anleitung und entferne dann diesen Hinweis.
21. ↑  Webseite Schwimmverein Gronau (Memento vom 27. Juni 2007 im Internet Archive)
22. ↑  G-Mobil
23. ↑  Liniennetzplan der VGB. (PDF, 295 KiB) In: vgb-mob.de. Verkehrsgemeinschaft Grafschaft Bentheim, 1. März 2021, abgerufen am 21. April 2021.
24. ↑  Ab Sonntag gilt das Niedersachsenticket. In: Grafschafter Nachrichten. 7. Dezember 2018, abgerufen am 26. Dezember 2018.
25. ↑  Münsterland e. V.: Radfahren in Gronau | Münsterland e. V. Tourismus. Archiviert vom Original (nicht mehr online verfügbar) am 24. April 2017; abgerufen am 9. Juni 2017.  Info: Der Archivlink wurde automatisch eingesetzt und noch nicht geprüft. Bitte prüfe Original- und Archivlink gemäß Anleitung und entferne dann diesen Hinweis.
26. ↑  Urenco: Reportable incident at the uranium enrichment plant in Gronau. 22. Januar 2010, archiviert vom Original (nicht mehr online verfügbar) am 21. Mai 2011; abgerufen am 23. Januar 2010 (englisch).
27. ↑  Neue Westfälische (Bielefeld): Uran-Müll aus Gronau landet wieder in Russland. Abgerufen am 29. November 2019.
28. ↑  Schriftliche Fragen mit den in der Woche vom 2. August 2021 eingegangenen Antworten der Bundesregierung. In: Drucksache 19/31896. Deutscher Bundestag, 6. August 2021, S. 109, abgerufen am 17. Dezember 2022.

Ahaus |
Bocholt |
Borken |
Gescher |
Gronau |
Heek |
Heiden |
Isselburg |
Legden |
Raesfeld |
Reken |
Rhede |
Schöppingen |
Stadtlohn |
Südlohn |
Velen |
Vreden